# Arca imbricata
Arca imbricata – gatunek morskiego, osiadłego małża z rodziny arkowatych (Arcidae).
Muszla wielkości około 5 cm długości. Kształtu prostokątnego, pudełkowatego.  Występuje przytwierdzony do podłoża skalnego bisiorem w płytkich wodach. Są rozdzielnopłciowe, bez zaznaczonych różnic płciowych w budowie muszli. Odżywiają się planktonem.
Występuje w Ameryce Północnej od karoliny Północnej po Karaibyoraz na Bermudach i w Brazylii.